# Il signor Rossi al safari fotografico
Il signor Rossi al safari fotografico è il sesto cortometraggio del signor Rossi del 1972 diretto da Bruno Bozzetto.

## Trama
Il Signor Rossi decide di partire per un foto safari in Africa a basso costo, con l’intenzione di vivere l’esperienza di un autentico mondo selvaggio e incontaminato. Atterrato in Africa dopo uno scomodo viaggio in aereo, scoprirà man mano che l’esperienza da lui sognata è tutt’altro che autentica, scandita da tabelle di marcia meccaniche e frettolose, nonché composta da attrazioni e ambienti fittizi e tecnologizzati che riflettono la già avvenuta globalizzazione del Continente Nero. Per di più, viene favorito lo sterminio delle specie autoctone ad opera di bracconieri senza scrupoli e cacciatori per puro sport, che puntualmente si accaniscono sugli animali ogniqualvolta Rossi cerchi di fotografarli o ammirarli.
All’ennesima interferenza, dopo aver liberato tutti gli animali da un distributore a monete che li conteneva per fotografarli, Rossi va su tutte le furie, trasformandosi in una specie di Tarzan che uccide ogni cacciatore e bracconiere che tenti di sparare agli animali prima che l’ometto scatti loro una foto. 
Alla fine, tutti i cacciatori e gli animali rimangono uccisi, con Rossi che si vede costretto a fotografare un uccellino che lo aveva seguito per tutto il tempo, ma proprio al momento dello scatto la macchina fotografica va in pezzi; il corto termina dunque con Rossi che, impazzito, ne divora il rullino.